# توم باور (مؤرخ)
توم باور (بالإنجليزية: Tom Bower)‏ هو مؤرخ وكاتب وصحفي بريطاني، ولد في 28 سبتمبر 1946 في إنجلترا في المملكة المتحدة.

## وصلات خارجية
- توم باور على موقع إن إن دي بي (الإنجليزية)